# Kerem Szalom
Kerem Szalom (hebr. כרם שלום; pol. Winnica Pokoju) – kibuc położony w samorządzie regionu Eszkol, w Dystrykcie Południowym, w Izraelu.
Leży w zachodniej części pustyni Negew, w otoczeniu kibucu Cholit, oraz moszawów Jated i Jewul. Na północny zachód od kibucu znajduje się bariera graniczna ze Strefą Gazy, która należy do Autonomii Palestyńskiej. Na południe od kibucu znajduje się przejście graniczne Kerem Szalom ze Strefą Gazy. Po stronie palestyńskiej znajduje się zniszczony w 2001 Port lotniczy Jasera Arafata oraz przejście graniczne Rafah pomiędzy Strefą Gazy a Egiptem.
Członek Ruchu Kibucowego (Ha-Tenu’a ha-Kibbucit).

## Historia
Grupa założycieli kibucu zawiązała się w 1966 wśród członków szkoły Ramot Kheffer. Przybrali oni nazwę Gilad. 15 maja 1968 grupa około 40 członków założyła kibuc. Jego założyciele nadali mu nazwę związaną z pokojem, ponieważ mieli nadzieję, że odegra on rolę w zaprowadzaniu pokoju w konflikcie izraelsko-arabskim.
W wyniku wewnętrznych podziałów, kibuc został zamknięty w 1996 i ponownie otworzony w 2001.
Z powodu bezpośredniego sąsiedztwa Strefy Gazy, kibuc wielokrotnie padał ofiarą palestyńskich ataków i ostrzałów terrorystycznych.

## Kultura i sport
W kibucu jest ośrodek kultury, boisko sportowe oraz basen pływacki.

## Gospodarka
Gospodarka kibucu opiera się na intensywnym rolnictwie i hodowli drobiu.

## Komunikacja
Z kibucu wyjeżdża się w kierunku południowo-wschodnim i lokalną drogą dojeżdża do drogi nr 232 , którą jadąc na zachód dojeżdża się do drogi ekspresowej nr 10  (Kerem Szalom-Owda) i przejścia granicznego Kerem Szalom, lub jadąc na północny wschód dojeżdża się do kibucu Cholit i moszawu Jated. Lokalna droga prowadzi na północny wschód do kibucu Sufa.